# Anabarilius qiluensis
Anabarilius qiluensis е вид лъчеперка от семейство Шаранови (Cyprinidae). Видът е критично застрашен от изчезване.

## Разпространение
Видът е разпространен в югозападен Китай.